# Charles S. Gubser

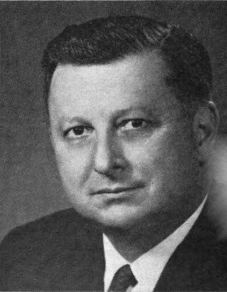
Charles S. Gubser (1973)

Charles Samuel Gubser (* 1. Februar 1916 in Gilroy, Kalifornien; † 20. August 2011 in Fresno, Kalifornien) war ein US-amerikanischer Politiker (Republikanische Partei).

## Leben
Charles Gubser besuchte bis 1934 das San Jose State Junior College. Danach studierte er bis 1937 an der University of California in Berkeley. Von 1939 bis 1943 unterrichtete Gubser Biologie an der Gilroy Union High School. Nach dem Tod seines Vaters 1940 wurde er ebenfalls in der Landwirtschaft tätig.
In den Jahren 1951 und 1952 war Gubser Abgeordneter in der California State Assembly. 1952 wurde er als Republikaner in den 83. Kongress gewählt. Während seiner weiteren politischen Karriere wurde er insgesamt zehnmal wiedergewählt und vertrat damit den zehnten Wahlbezirk des Bundesstaates Kalifornien vom 3. Januar 1953 bis zu seinem Rücktritt am 31. Dezember 1974 im Repräsentantenhaus der Vereinigten Staaten. Bei den Wahlen 1974 zum 94. Kongress hatte Gubser bereits nicht mehr kandidiert. Er ließ sich nun in Monument, Colorado nieder. 2005 zog er nach Fresno, um näher bei seinen Angehörigen zu leben.
Gubser war zweimal verheiratet und hatte aus erster Ehe eine Tochter. Seit 2004 war er verwitwet.